# Всичкоосечен стоидвадесетоклетъчник
Всичкоосеченият стоидвадесетоклетъчник (на английски: omnitruncated hecatonicosachoron) е изпъкнал еднообразен многоклетъчник, 4-политоп, съставен от 2640 клетки. Той има 14 400 върха, 28 800 ръба, и 17 040 лица (10 800 квадрата, 4800 шестоъгълника, и 1440 десетоъгълника). Връхната фигула е хирален разностранен тетраедър. Може да се разглежда като съставен от 120 осечени икосидодекаедъра, 720 десетоъгълни призми, 1200 шестоъгълни призми и 600 осечени октаедъра.
- Всичкоосечен стоидвадесетоклетъчник
- Разгъвка на всичкоосечен стоидвадесетоклетъчник
- Връхна фигура на всичкоосечен стоидвадесетоклетъчник